# 潮洋
潮洋，或作朝洋、潮陽等，是臺灣臺中市西屯區的一個傳統地域名稱，也是全區行政中心所在地，位於該區中部偏南。相較於今日行政區，其範圍大致與潮洋里相近。

## 歷史
台灣清治末期至日治初期，潮洋地區為一街庄，稱為「潮洋庄」，隸屬於捒東下堡。該庄西北與水堀頭庄為鄰，北及東北與西大墩街為鄰，東邊一小段與上石碑庄為界，東南邊為惠來厝庄，南邊一小段與三塊厝庄為界，西南邊及西邊為馬龍潭庄。
1901年（日治明治三十四年）11月，全台廢縣廳改設二十廳，該庄隸屬於臺中廳。1903年（明治三十六年）6月，該庄編入「西大墩區」，隸屬於臺中廳。1909年（明治四十二年）10月，合併二十廳為十二廳，西大墩區隸屬不變。1920年（大正九年），全台地方制度大改正，廢十二廳改設五州二廳，該庄改制為「潮洋」大字，隸屬於臺中州大屯郡西屯庄。
戰後西屯庄改制為西屯鄉，隸屬於臺中縣，大字亦改制為村。1947年2月，西屯鄉併入臺中市改稱西屯區，村亦改制為里。1950年10月，中、彰、投分治，西屯區仍隸屬臺中市。2010年12月，臺中縣市合併為直轄臺中市，西屯區隸屬不變。

## 聚落
本地區發展較早的聚落有鴨藔埔、潮洋、公厝等，在日治期初期的官方地圖上已有記載。此外，本地區尚有麗臺新村聚落。

## 交通
國道1號又稱「中山高速公路」，是台灣西部兩條縱向高速公路之一，大致以北北東—南南西走向蜿蜒經過潮洋地區西北部邊界地帶，並於省道台12線交會處設有臺中交流道。由此可快速前往國道1號沿線各地。
省道台74線原稱「中彰快速道路」，現稱「快官霧峰線」，是彰化縣快官繞行臺中市區外圍至霧峰的快速道路，大致以南南西—北北東北走向經過本地區中部偏西北地帶。由該道路向南南西可前往南屯、烏日等地，向北北東可前往西屯市區、北屯西北部、潭子南部、北屯中部、太平、大里、霧峰等地。
省道台12線（台灣大道三段）是梧棲港至台鐵台中車站的平面幹道，大致以西北—東南經過本地區北部近邊界地帶，並於國道1號交會口設有臺中交流道。由該道路向西北可前往龍井東北端、沙鹿、梧棲並止於省道台17線路口，向東南可前往台中市區並止於台鐵台中車站前。
市道127號（黎明路二段）是大雅至霧峰的道路，大致以北北東—南南西走向轉北北西—南南東走向經過本地區東部。由該道路向北北東可前往西屯市區、大雅並止於省道台1乙線路口，向南南東可前往南屯、烏日、霧峰並止於省道台3線路口。